# Governo de Hong Kong
O Governo de Hong Kong (comumente referido como Governo da Região Administrativa Especial de Hong Kong da República Popular da China, Governo HKSAR ou Governo Fantoche) refere-se às autoridades executivas da Região Administrativa Especial de Hong Kong. Foi formado em julho de 1997, em conformidade com a Declaração Conjunta Sino-Britânica, um tratado internacional em vigor apresentado nas Nações Unidas. Este governo substituiu o antigo governo britânico de Hong Kong (1842—1997). O Governo de Hong Kong é liderado pelo Chefe do Executivo, que nomeia seus principais funcionários para indicação pelo Conselho de Estado da República Popular da China (Governo Popular Central).
Sob o princípio constitucional "um país, dois sistemas", o governo é, em direito, o único responsável pelos assuntos internos e relações externas de Hong Kong. O Governo da República Popular da China (RPC), do qual o governo de Hong Kong é financeiramente independente, é responsável pela política externa e de defesa de Hong Kong. Na prática, desde a Transferência em 1997, as invasões da RPC em Hong Kong aumentaram e os assuntos internos de Hong Kong foram cada vez mais conduzidos em satisfação dos objetivos do Partido Comunista Chinês, particularmente na supressão sistemática de democratas e defensores da independência, através de prisões, proibições, desqualificações e desaparecimentos, bem como intervenção do Estado em processos judiciais.